# Proclamación del Estado Catalán de 1873
La proclamación del Estado Catalán dentro de la República Federal Española de 1873 fue un intento fallido de proclamar el "Estado federado Catalán" en Barcelona (España) el 9 de marzo de 1873 cerca de un mes después de haberse proclamado en Madrid la Primera República Española. Lo que sí aprobó la Diputación Provincial de Barcelona ese día, en compensación por su negativa a proclamar el "Estado Catalán" dentro de la "Federación Española", fue la disolución del Ejército regular y su conversión en uno voluntario.

## Historia

### Del 11 al 21 de febrero de 1873

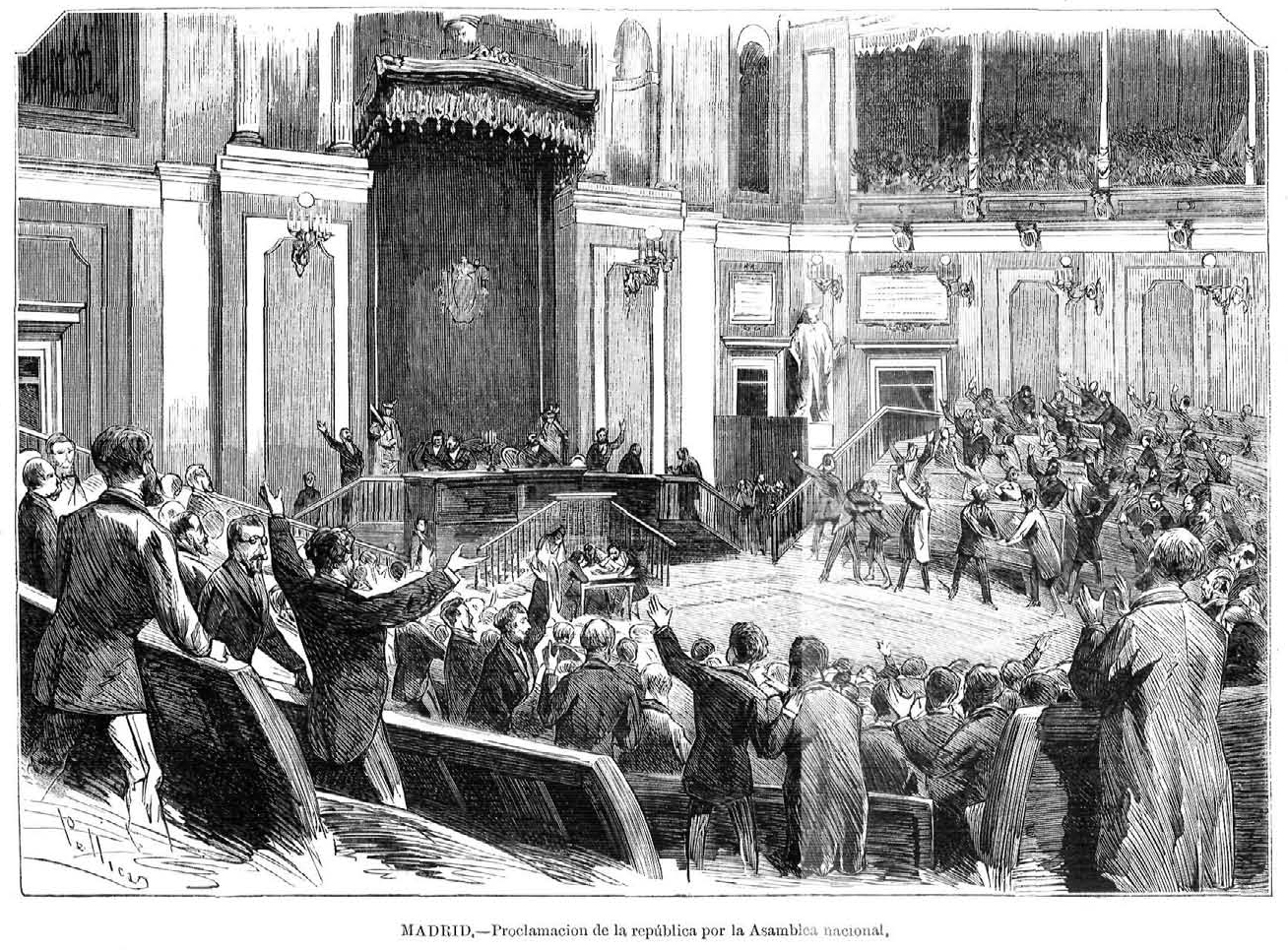
Proclamación en Madrid de la Primera República Española por la Asamblea Nacional. 11 de febrero de 1873

El 11 de febrero de 1873, tras la abdicación de Amadeo I, fue proclamada en Madrid la Primera República española por la reunión conjunta del Congreso de los Diputados y del Senado, constituidos en Asamblea Nacional. Fue el resultado del pacto ―«transacción», lo llamó el republicano Francesc Pi i Margall― entre el Partido Republicano Federal y los monárquicos del Partido Demócrata-Radical, que detentaban la mayoría en la Asamblea, y en el mismo no se definió si la nueva República sería unitaria o federal. Pi i Margall escribió al año siguiente: «¿Qué República era la proclamada? Ni la federal ni la unitaria. Había mediado un acuerdo entre antiguos y modernos republicanos y habían convenido en dejar a unas Cortes Constituyentes la definición y la organización de la nueva forma de gobierno. La Federación de abajo arriba era desde entonces imposible».
La noticia de la proclamación de la República en Madrid fue conocida en Barcelona a primera hora del 12 de febrero —el día anterior por la tarde el diario La Linterna ya había dado la noticia de que Amadeo I había abdicado— e inmediatamente se decretaron tres días de festejos. Se engalanaron los edificios y bandas de música recorrieron la ciudad, mientras se izaba la bandera federal de Cataluña en el Ayuntamiento. Esta era una bandera roja con un triángulo en blanco sobre el que estaba escrita la palabra «Democracia» en letras rojas, y alrededor del cual había unas estrellas también blancas, y en la que figuraba la palabra «Cataluña». Sobre la fachada del edificio de la Diputación se instaló un gran dosel carmesí debajo del cual se puso un escudo de Cataluña coronado con un gorro frigio.

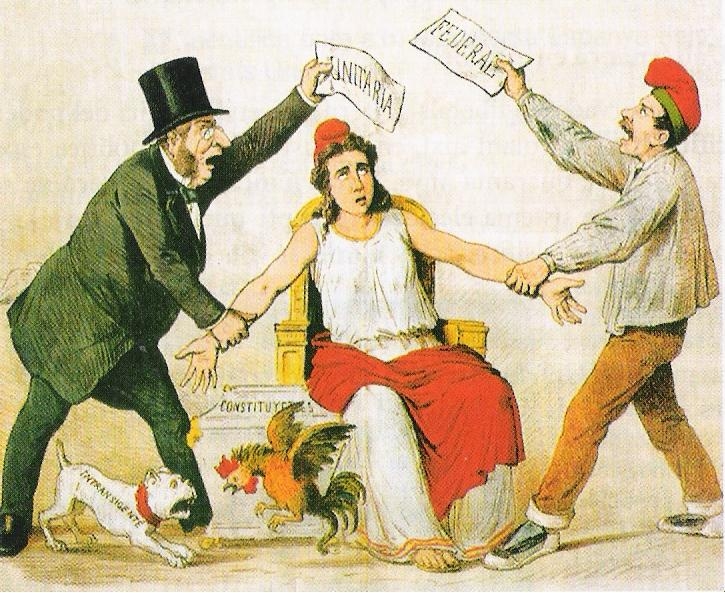
Caricatura de la revista satírica catalana La Flaca del 3 de marzo de 1873 sobre la pugna entre los que defienden la república unitaria (representados por un burgués) y los que defienden la federal (representados por un menestral con la barretina catalana).

Desde el mismo momento en que se conocieron los acontecimientos de la capital, los republicanos catalanes presionaron para que se proclamara la República federal, recibiendo una respuesta negativa por parte de la dirección del partido republicano federal en Madrid que se mantenía fiel al pacto que había firmado con los radicales de posponer la definición de la República hasta la elección y formación de las Cortes Constituyentes. Esto no impidió que el sector «intransigente» del partido en Cataluña proclamara la República federal en alguna localidad como Rubí. En otros lugares sus ayuntamientos aprobaron mociones pidiendo la proclamación de la República federal como en Olesa de Montserrat o en Arenys de Munt. El ayuntamiento de Gracia fue más lejos y pidió a la Diputación Provincial de Barcelona que se constituyera en «Convención» para que proclamara la República federal.
De hecho los periódicos republicanos de Barcelona que publicaron artículos celebrando la proclamación de la República en Madrid, daban por hecho que sería una república democrática federal. El semanario La Campana de Gracia empezaba su artículo con un «¡Viva la República democrática federal!» y el diario La Independencia decía: «cualquiera otra solución que no sea la República democrática federal es un crimen de lesa nación». Añadiendo a continuación: «La República democrática federal es la armonía entre todas las gentes honradas: no es la solución de un partido exclusivista. Sus defensores de ayer la han querido siempre y hoy la quieren para todos los españoles».
En Barcelona la presión para que se proclamara la República federal se centró en la Diputación provincial, elegida por sufragio universal ―ella misma se definía por ello como única representación legítima del pueblo―, y que contaba con una mayoría republicana federal a diferencia del Ayuntamiento de Barcelona dominado por los monárquicos. En la misma mañana del día 12 de febrero varios diputados provinciales «intransigentes» pidieron en el pleno extraordinario de la Diputación que se celebró ese día para valorar las noticias que llegaban de Madrid que se proclamara inmediatamente el «Estado Catalán» pero la propuesta fue rechazada. La Diputación también recibió presiones para que entregara «armas al pueblo» y se formara una milicia para combatir a los carlistas. Para ello se creó una Comisión de Armamento y Defensa que inmediatamente organizó dos compañías que debían ser el embrión de una fuerza armada que sustituyera al Ejército regular cuando este fuera disuelto, como pedían los republicanos federales. Al mismo tiempo se extendieron en los cuarteles de la ciudad los actos de indisciplina al grito de «¡Viva la República federal!»  por parte de los soldados que desconfiaban de sus oficiales por simpatizar con la monarquía.
El 13 de febrero, sólo un día después de conocerse la proclamación de la República en Madrid, tuvo lugar una manifestación obrera para pedir a la Diputación, además de una legislación social —reducción de la jornada laboral, mejora de las condiciones higiénicas de trabajo, prohibición del trabajo infantil— y armas para combatir a los carlistas, que «declare la autonomía de la provincia convirtiéndola en estado federal». Los delegados obreros que se entrevistaron con los diputados provinciales se comprometieron a «coadyuvar armónicamente al triunfo de la república federal, que es su aspiración porque ven encarnada en ella su ideal político y social». Los manifestantes, entre los que había muchas mujeres, también pidieron la abolición de las odiadas quintas y la disolución del Ayuntamiento de Barcelona ―de hecho dieciséis concejales monárquicos dimitieron por «falta de salud» así como el alcalde Francisco de Paula Rius y Taulet de la misma tendencia que fue sustituido por el republicano Narciso Buxó y Prats; los nuevos concejales fueron nombrados por la Diputación Provincial entre los afiliados al «Club de los Federalistas», que era «intransigente»―. Al final de la manifestación se dieron vivas a la República Democrática Federal y también a la Asociación Internacional de Trabajadores, cuyos miembros también participaron.
Los republicanos «intransigentes» eran los que más presionaban para la implantación inmediata de la república federal. Estaban agrupados en torno al centro «El Estado Catalán», también llamado «Club de los Federalistas». Frente a ellos los republicanos federales moderados o «benevolentes» defendían la estrategia del gobierno de Madrid ―y de actuar de común acuerdo con él― de esperar a la formación de las Cortes Constituyentes. Se agrupaban en torno a Círculo Republicano Democrático Federal de Barcelona que hizo público un manifiesto llamando a la unión y a la sensatez de los barceloneses para «contribuir con abnegación sincera al afianzamiento de la democracia republicana federal».
El diputado provincial «intransigente» Carreras presentó al pleno la siguiente propuesta que sería comunicada a las otras tres diputaciones catalanas y cuyo primer acuerdo sería proclamar la autonomía de los municipios de la provincia:

1º La Diputación provincial de Barcelona proclama la constitución de la provincia de Barcelona en estado republicano federal de Barcelona. 2º La Diputación se constituye interinamente en Representación soberana del Estado republicano federal de Barcelona dentro de la federación republicana de España.

La propuesta no fue aprobada porque se impuso la posición oficial de que la proclamación de la República federal la debían hacer las futuras Cortes Constituyentes, aunque todos los diputados provinciales coincidieron en que su aspiración era conseguirla. Por otro lado, el día 17 llegaron a Barcelona los republicanos encarcelados en Menorca que habían sido liberados, como los que habían estado presos en el castillo de Montjuic. Se organizó una manifestación de homenaje que recorrió las calles de la ciudad, siendo recibidos en la Diputación y en el Ayuntamiento.

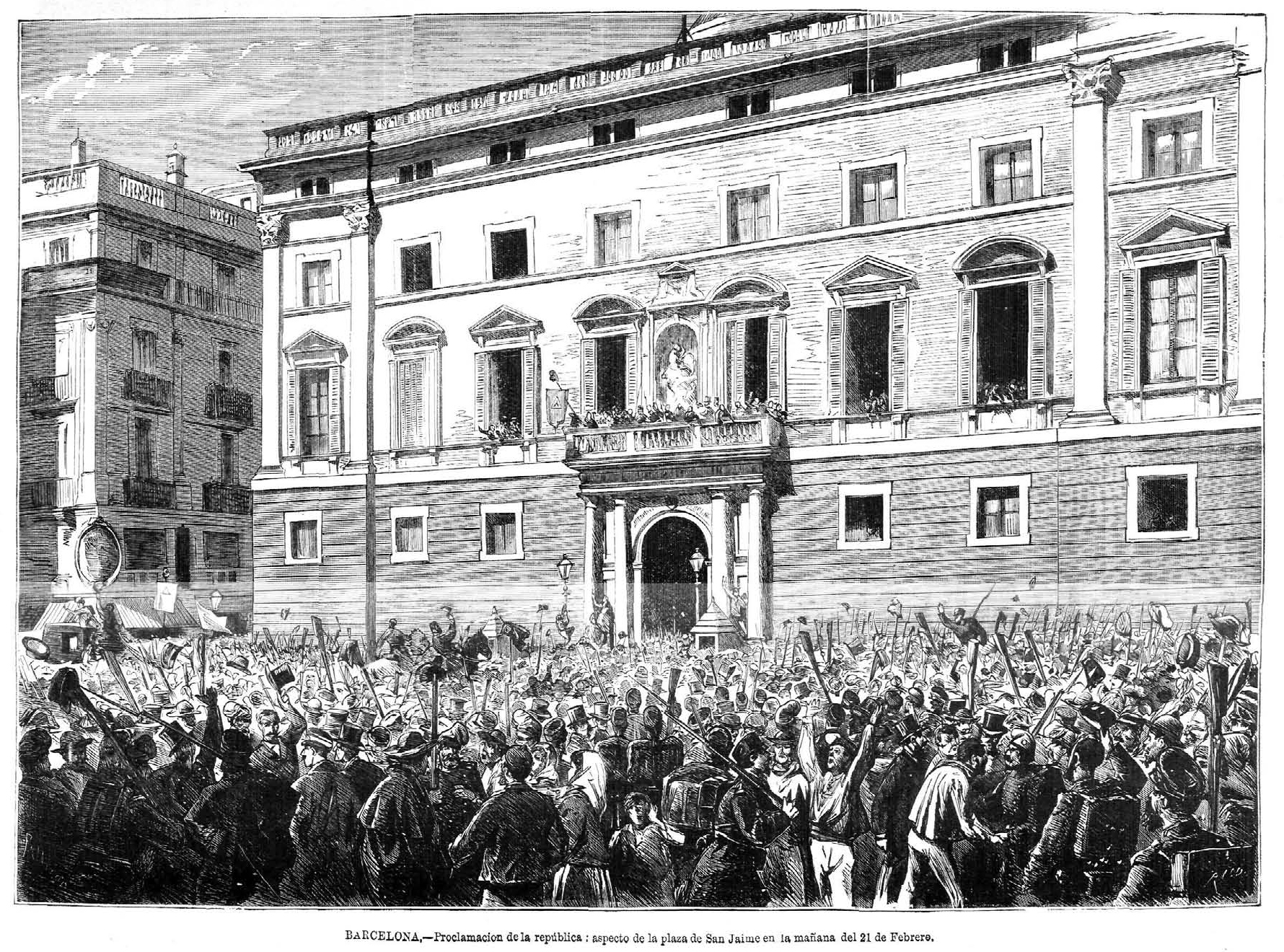
Concentración del 21 de febrero en la plaza de San Jaime de soldados y civiles exigiendo la proclamación de la República Federal Española. Al fondo la fachada de la Diputación Provincial de Barcelona.

Los «intransigentes» volvieron a presionar a la Diputación el 21 de febrero aprovechando la inestabilidad creada por la deserción el día anterior del capitán general Eugenio Gaminde acusado de ser poco afecto a la nueva República ―Gaminde, que había sido cesado por el gobierno el día 18, abandonó Barcelona de forma imprevista en el vapor «Lepanto» y sin esperar órdenes de Madrid lo que fue calificado de «cobarde huida»―. Ese día 21 se organizó un desfile militar en la plaza de San Jaime en el que, según la crónica del Diario de Barcelona publicada al día siguiente, «los soldados marchaban con las culatas al aire, guardando unos la formación y otros confundidos con los paisanos; algunos llevaban gorros frigios, otros gorras catalanas…», en una clara muestra de indisciplina e insubordinación al no llevar el ros, el gorro militar reglamentario. Asimismo se oyeron muchos gritos de «¡Viva la República Federal!» en una «plaza [que] se hallaba completamente llena y ofrecía un aspecto imponente». Y mientras se desarrollaba el desfile una Comisión entró en el edificio de la Diputación para «en nombre del pueblo y del Ejército» pedir que la Diputación «se declare en Convención del Estado Federal de Cataluña y adopte las resoluciones que tiendan a consolidar la situación». Entonces el vicepresidente de la Diputación telegrafió al gobierno en Madrid exponiéndole la petición que se acababa de presentar. El telegrama que envió el gobierno como respuesta se desconoce pero parece que pidió a la Diputación que no la cumpliera ya que al día siguiente los mismos que la habían presentado acabaron retirándola ―«la aprobación de nuestra proposición podría producir graves conflictos inútiles», argumentaron―.

### Del 21 de febrero al 8 de marzo

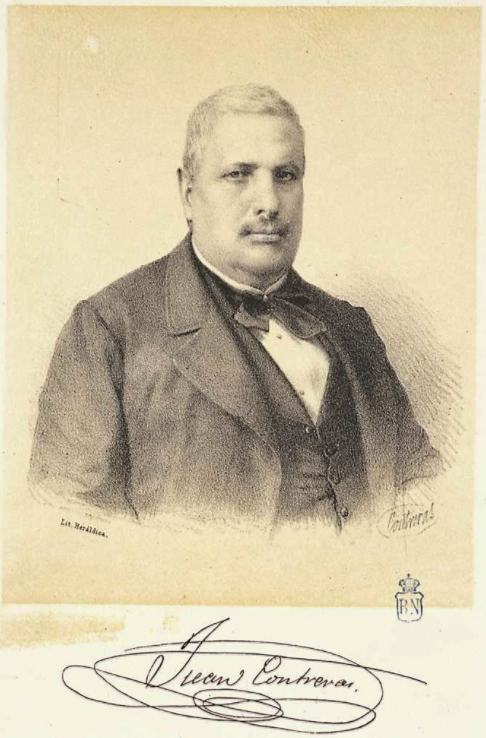
El nuevo Capitán General de Cataluña Juan Contreras y Román.

El 25 de febrero llegaron a Barcelona el nuevo Capitán General Juan Contreras y Román y el nuevo Gobernador militar, el general José Lagunero y Guijarro, con los que el gobierno de Madrid esperaba, según un telegrama enviado por el presidente del poder ejecutivo Estanislao Figueras a la Diputación de Barcelona, que «Barcelona recobre la calma ordinaria» ―el día anterior había llegado el nuevo gobernador civil Miquel Ferrer i Garcés―. El nuevo capitán general fue muy bien recibido debido a su claro compromiso con la República incluso en tiempos de la monarquía de Amadeo I, lo que precisamente destacó el diputado provincial Baldomero Lostau, del sector «intransigente», en el discurso de bienvenida que dio en nombre de las autoridades de Barcelona. El general Contreras inmediatamente se ocupó de restablecer la disciplina militar en los cuarteles prohibiendo el uso de la barretina en lugar del ros.
La llegada a Barcelona de las nuevas autoridades devolvió momentáneamente la calma y la tranquilidad a Barcelona, pero las noticias que llegaban de Madrid sobre la pugna que se estaba produciendo entre el gobierno de Estanislao Figueras, integrado exclusivamente por republicanos federales, y la Asamblea Nacional dominada por los diputados y senadores del Partido Demócrata-Radical que se negaban a que fuera disuelta, porque eso supondría su eliminación de la escena política, volvieron a alterar la normalidad ciudadana, sobre todo cuando empezaron a circular rumores de que el Gobierno de Figueras había sido derrotado ―lo que no era cierto― en la votación del proyecto de disolución de la Asamblea Nacional por lo que no se convocarían elecciones a Cortes Constituyentes y que el líder del Partido Demócrata-Radical Cristino Martos era el nuevo presidente del gobierno ―lo que tampoco era cierto―. Estos rumores y falsas noticias inquietaron especialmente a los republicanos federales «intransigentes» que se propusieron intentar de nuevo la proclamación de la República federal en Cataluña.
Así el 2 de marzo, el diputado provincial «intransigente» Rafael Joaquim Penina presentó una nueva propuesta pidiendo la proclamación de la República federal, la convocatoria de elecciones antes de 28 de marzo y el licenciamiento de los soldados. Los días 5 y 8 el diputado Lluís Carreras volvió a insistir en su propuesta del mes anterior.
La inquietud que se vivía en la ciudad de Barcelona por lo que podía estar ocurriendo en Madrid también afectó a la Diputación provincial que en la sesión celebrada el 8 de marzo acordó que la misma se consideraría disuelta si efectivamente se producía la caída del gobierno de Figueras y para prevenir esa situación otorgó a los diputados Francisco Suñer y Capdevila y Baldomero Lostau poderes extraordinarios. Pero esa decisión no se llevó a la práctica al recibirse un telegrama de Madrid en el que se decía que la votación la había ganado el gobierno de Figueras y que la Asamblea Nacional iba a ser disuelta por lo que se podrían convocar las elecciones a Cortes Constituyentes. «Esto cambiaba totalmente la situación. La proclamación del “Estado Catalán” no tenía ya razón de ser y a partir de este momento los “benévolos” lucharán con todas sus fuerzas para impedirlo», afirma la historiadora Mercedes Nieto.

### La jornada del domingo 9 de marzo

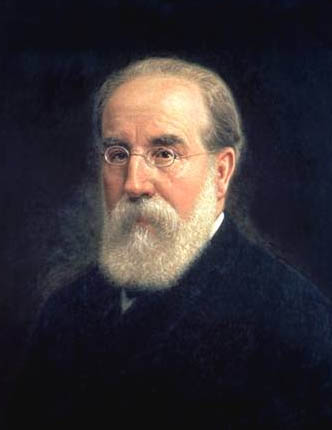
Francesc Pi i Margall, ministro de la Gobernación del gobierno presidido por Estanislao Figueras.

A pesar de las noticias que llegaban de Madrid de que el gobierno de Estanislao Figueras se había impuesto a sus adversarios del Partido Demócrata-Radical, los republicanos «intransigentes» no cejaron en su empeño de proclamar el «Estado Catalán». Ante esta actitud los diputados provinciales «benévolos», nada más terminado el pleno de Diputación ―que acabó a las cinco de la madrugada del 9 de marzo―, telegrafiaron urgentemente a Madrid dando cuenta de la situación. Se conoce la inquietud que provocó en el seno del gobierno de Figueras la noticia de que los «intransigentes» barceloneses seguían queriendo proclamar el «Estado Catalán» por el testimonio posterior de Francesc Pi i Margall, entonces ministro de la Gobernación:

Llamado al telégrafo a las 5 de la madrugada, recibí del Presidente de la Diputación provincial, la inesperada y alarmante nueva. Se daba por inevitable el movimiento. Se confesaban impotentes las autoridades para dominarlo; fuerzas que llevar allí no las había. Todo hacía presagiar que el Estado catalán iba a ser pronto un hecho. Calcúlese la enorme importancia de un acontecimiento de esta índole. Proclamada y establecida la República federal por el Ejército y el pueblo en la primera ciudad de España… habría sido dificilísimo si no imposible evitar que el fuego se propagara y corriera por todos los ámbitos de la Península…

Nada más recibirse el telegrama de la Diputación de Barcelona, el ministro de la Gobernación Pi i Margall mandó varios telegramas a los jefes de los republicanos «exaltados» «para disuadirles de su peligroso empeño», según su propio testimonio. En uno de ellos les decía: «Tened en cuenta que por vuestro camino podéis perder la misma causa que tratáis de salvar, y considerad, si esto sucediera, la inmensa responsabilidad que caería sobre vosotros». Finalmente les prometió que esa misma mañana saldría de Madrid para Barcelona el Presidente del Poder Ejecutivo Estanislao Figueras. También enviaron telegramas el propio presidente Figueras y otros miembros del gobierno. En el que enviaron conjuntamente Figueras, Pi i Margall y el ministro de Hacienda Juan Tutau y Verges, también catalán, al vicepresidente de la Diputación Francisco Suñer y Capdevila le dicen que un «levantamiento en las provincias» podría poner en riesgo que las Cortes Constituyentes se reunieran y acordaran «la federación» e incluso comprometer «con ello la integridad de la Patria». Estos telegramas y el anuncio del viaje a Barcelona del presidente Figueras hicieron dudar a los republicanos «exaltados» de su propósito de proclamar el «Estado Catalán».

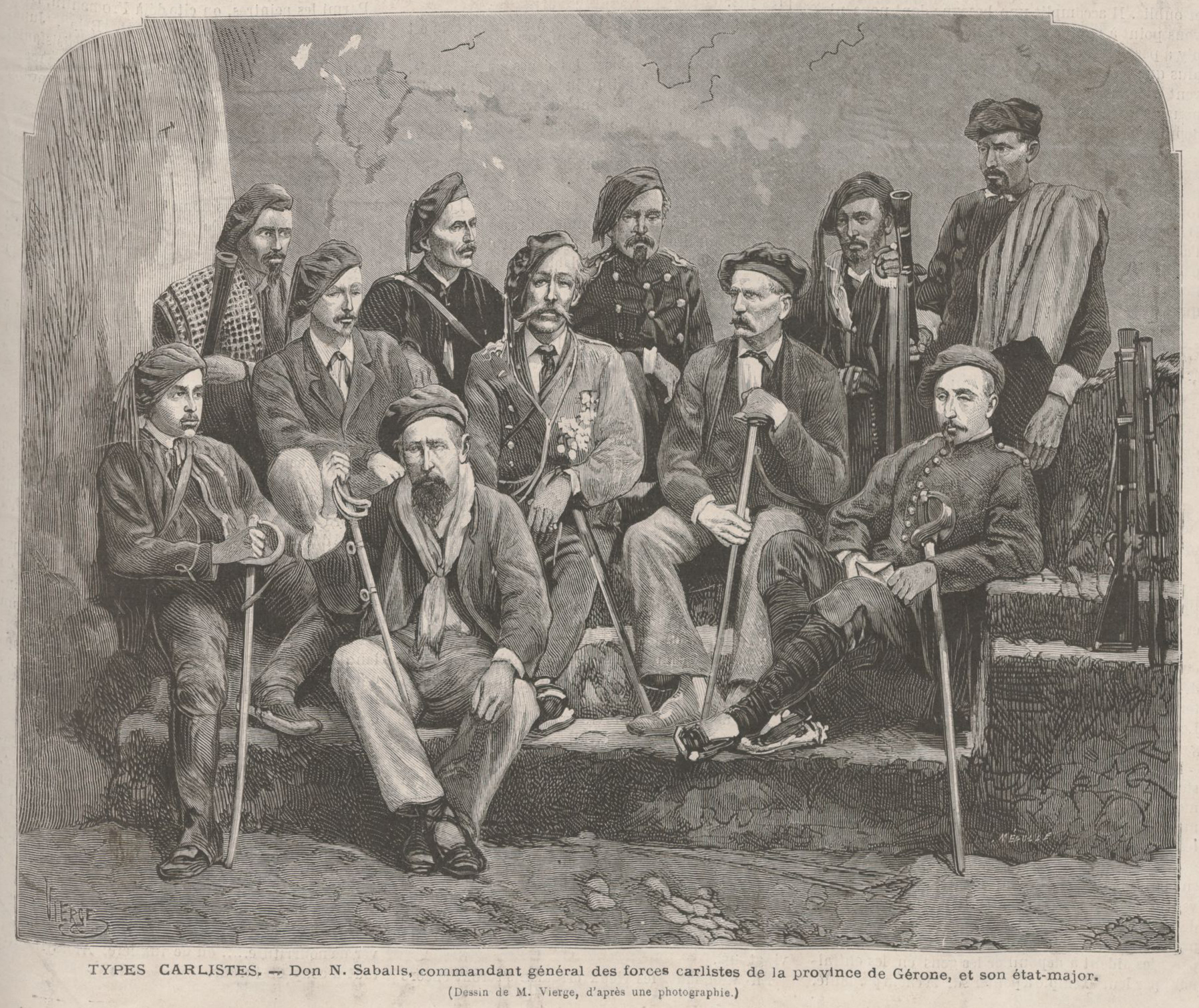
Estado Mayor de los carlistas de Gerona.

A las ocho de la mañana del 9 de marzo volvió a reunirse el pleno de la Diputación en el que tras un debate muy intenso y acalorado entre «intransigentes» y «benévolos», estos consiguieron impedir que la propuesta de proclamar el «Estado Catalán» fuera aprobada. A cambio los «intransigentes» lograron que se votara y se aprobara la disolución del Ejército regular y su conversión en uno voluntario. El decreto aprobado, y que se haría público al día siguiente, decía lo siguiente:

La Diputación provincial de Barcelona, reunida en sesión extraordinaria, teniendo en consideración la gravedad de las circunstancias, que únicamente pueden salvarse planteando inmediatamente en el Ejército los principios democráticos federales que constantemente viene proclamando:
Considerando que siempre ha sido combatida por los verdaderos republicanos federales la odiosa contribución de sangre y que está en la conciencia de todos la abolición de las quintas, y 
Considerando que es indispensable una inmediata reorganización del Ejército actual, bajo nuevas bases, sin perjuicio de tener en cuenta para cuando ésta se efectúe, los grados obtenidos y servicios presentados por los individuos que lo componen:
ACUERDA
Primero. La disolución inmediata del Ejército que actualmente se encuentra en esta provincia.
Segundo. La conversión también inmediata del mismo en Ejército de voluntarios.

Sin embargo, los miembros más extremistas de los «intransigentes» aún hicieron un último intento de proclamar el Estado federal catalán mediante la celebración en la misma mañana del día 9 de una gran manifestación en Barcelona, promovida también por las organizaciones obreras. Los manifestantes portaban un pendón en el que se leía: «Confederación española ― ¡Viva la democracia! ¡Viva la federación! ― Las clases trabajadoras lo piden.» . Una Comisión de la manifestación entró en el edificio de la Diputación para presentar su petición a los diputados provinciales allí reunidos a los que les dijeron: «Vista la incertidumbre que reina en todas partes, teniendo en cuenta que la Federación ha de partir de abajo y que el aplazar lo que en la conciencia de todos está es perder tiempo y dárselo a todos los enemigos para que puedan crear inconvenientes, las clases obreras quieren la inmediata proclamación y planteamiento de la República democrática federal». Les contestó el diputado Lostau para decirles que la petición que habían hecho no podía ser asumida por el momento por la Diputación, comunicándoles a continuación que lo que sí se había acordado era la disolución del Ejército y su conversión en uno voluntario. A continuación la Comisión abandonó la sede de la Diputación sin haber conseguido su propósito.
Así narró estos acontecimientos el diario republicano La Independencia al día siguiente:

Decíase que sobre la una y media [del 9 de marzo] desde los balcones de la Diputación provincial se había proclamado Cataluña independiente, por algunos individuos de la Diputación provincial. Este rumor, sin embargo, estaba desprovisto de fundamento. Lo que sucedió fue que al llegar la manifestación obrera, que tuvo lugar ayer, a la plaza de la ciudad, y en la cual figuraban delegados de varias importantes poblaciones de la provincia y de los centros de esta capital, subió una comisión a la Diputación y en nombre de los manifestantes y de las asociaciones obreras a quienes representaban, pidió a dicha corporación que proclamara la autonomía de Cataluña. En nombre de la Diputación provincial, y autorizado para ello, el diputado ciudadano Lostau dijo que les animaban los mismos deseos, y los trabajos que se estaban practicando tendía todos a asegurar el pacífico advenimiento de la república democrática federal… pero que debiendo llegar de un momento a otro el presidente del poder ejecutivo, el ciudadano Figueras, les suplicaba que reservaran para más adelante la resolución de la petición.

La decisión de la Diputación de Barcelona de disolver el ejército en la provincia y su conversión en uno voluntario no fue aceptada por los delegados en Barcelona de las diputaciones de las otras tres provincias catalanas y de las Islas Baleares porque con esta medida no se podría hacer frente a los carlistas que ocupaban el interior de Cataluña desde el inicio de su rebelión el año anterior. También criticaron el acuerdo los dos periódicos republicanos La Campana de Gracia y La Independencia, así como el Círculo republicano federal del ejército y la armada que en un manifiesto afirmó: «No y mil veces no: La Diputación se engaña; nosotros somos soldados de la República y en nombre de nuestros hermanos de armas, decimos muy alto que cuando la patria peligra sabemos hacer el gran sacrificio de no volver al seno de nuestras familias hasta haberla dejado a salvo de sus enemigos». Un delegado de los obreros, en cambio, apoyó el acuerdo y recomendó a sus compañeros «el mayor orden y perseverancia y excitando a esta corporación a que siguiera por la senda revolucionaria, en la seguridad de que ha de encontrar en los obreros un firme apoyo para sostener el orden y para alentarla en la difícil empresa que seguía».
La historiadora Mercedes Nieto hace el siguiente balance de la jornada del 9 de marzo en Barcelona:

Desde el punto de vista de los planes legales del Gobierno puede considerarse tal vez positivo, pues se logró evitar, sin derramamiento de sangre, que el Estado Catalán fuera un hecho, y con ello, como señala Pi y Margall, que la insurrección cantonalista se extendiera a las restantes provincias españolas; sin embargo, visto el precio que se pagó por ello ―la licencia del Ejército―, ese balance resulta a todas luces negativo, ya que tal derecho, al privar a la República en Cataluña de su único elemento para el mantenimiento del orden y dejar a la población totalmente indefensa ante la amenaza carlista, representaba, con palabras de Vicens, “un suicidio a corto plazo”.

Por su parte el historiador Albert Balcells escribe lo siguiente (en catalán) sobre la jornada del 9 de marzo:

El 9 de marzo de 1873 los federales “intransigentes” y los obreros internacionalistas, encabezados por el anarquista andaluz García Viñas, pidieron en Barcelona que la Diputación provincial, formando con las otras tres una junta única, proclamara el Estado Catalán federado con la República Española. Desde Madrid Pi i Margall, Almirall y Figueras convencieron a sus correligionarios de Barcelona que tenían que retirar la proclama, pero no hubo más remedio que substituir en el Principado el Ejército regular por un cuerpo de voluntarios como garantía mínima de la autenticidad reformadora del nuevo régimen.

### La visita a Barcelona del Presidente del Poder Ejecutivo Estanislao Figueras (11-19 de marzo)

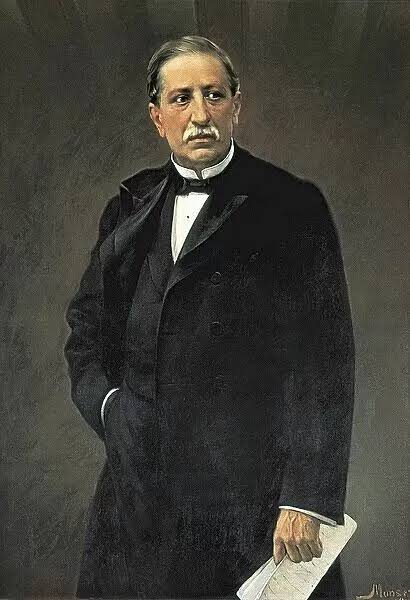
El presidente del Poder Ejecutivo de la República Estanislao Figueras.

El Presidente del Poder Ejecutivo de la República Estanislao Figueras llegó a Barcelona a las once de la mañana del 11 de marzo. Allí se entrevistó con los miembros de la Diputación de Barcelona y con los delegados de las otras tres diputaciones catalanas y de las Islas Baleares, consiguiendo frenar definitivamente el proceso hacia la instauración de un régimen federal en Cataluña sin esperar a la formación de las Cortes Constituyentes. El comandante Daniel Fernández Maza, el principal instigador de la indisciplina entre las tropas, fue detenido por orden del general Lagunero —que dimitiría poco después por su desacuerdo con el capitán general Contreras, que el 2 de marzo había salido de Barcelona para comandar las fuerzas que luchaban contra los carlistas y que por esa razón no se encontraba en la ciudad cuando estuvo a punto de proclamarse el «Estado Catalán»—. Por su parte el diputado «exaltado» Lostau abandonó Barcelona, junto con un batallón de la Diputación, para marchar al frente. En el discurso que pronunció en la sede de la Diputación el día 12 Figueras entre otras cosas dijo:

…que no se engañe nadie; la República necesita orden para vivir. Los disturbios que hemos presenciado de ocho días a esta parte la debilitan; conmociones más serias la matarían. Si llegamos a las Cortes Constituyentes sin trastornos, la forma republicana será aceptada por todos los partidos, que podrán dentro de ella, sin humillación y rebajamiento, defender sus respectivas ideas, y quedará sólidamente establecida en España.

Durante su estancia en Barcelona el presidente Figueras visitó centros asistenciales de la ciudad, alguna fábrica y el Ateneo Catalán de la Clase Obrera donde fue muy bien recibido, siendo nombrado socio de honor. También realizó varias entrevistas entre las que destacan la que mantuvo con una comisión de obreros de la Federación Regional Española de la AIT y con un grupo de importantes burgueses y banqueros para pedirles un crédito que aliviara la difícil situación que padecía en aquellos momentos la Hacienda de la República, acordándose crear una Comisión para negociar las condiciones del préstamo.
Figueras se marchó de Barcelona el 19 de marzo de una forma bastante precipitada, urgido por el telegrama que recibió de Madrid para que regresara a la capital lo más rápidamente posible ante una nueva crisis a la que tenía que hacer frente su gobierno ―los diputados y senadores del Partido Demócrata-Radical seguían oponiéndose a la disolución de la Asamblea Nacional que tenía que hacerse efectiva el 23 de marzo―.
Según la historiadora Mercedes Nieto de la visita de Figueras a Barcelona se puede hacer un balance positivo pues, por un lado, consiguió cortar «un estado de descontento y agitación que, utilizado por los dirigentes extremistas tendía a degenerar en la proclamación del “Estado catalán independiente”», y, por otro lado, «logró detener la puesta en práctica del decreto de disolución del Ejército, lo cual tenía gran importancia pues a la larga equivalía a su anulación, ya que una vez vistos sus graves inconvenientes, tal decreto no llegaría jamás a hacerse efectivo».
Las elecciones a Cortes Constituyentes se acabarían celebrando en mayo con la victoria de los republicanos federales. La República federal española fue proclamada por las nuevas Cortes el 8 de junio de 1873.

## Simbología
Al proclamarse la República Federal Española, el 13 de febrero de 1873 se exhibió en la fachada del palacio de la Diputación Provincial de Barcelona un gran dosel de terciopelo carmesí con franjas y flecos de oro, debajo del cual se colocó el escudo de Cataluña coronado por el gorro frigio y un triángulo. Rodeaban el escudo dos ramos de laurel atados por una cinta roja. En las Casas Consistoriales se colocó la bandera federal de Cataluña, de color rojo con un triángulo blanco, en el cual en letras rojas se leía «Democracia». Alrededor estaban puestas varias estrellas también blancas, y se leía en grandes letras la palabra «Cataluña».